# 굿바이 엉클 톰
《굿바이 엉클 톰》(이탈리아어: Addio zio Tom, 영어: Uncle Tom)은 이탈리아에서 제작된 괄티에로 야코페티, 프랑코 프로스페리 감독의 1971년 몬도 다큐드라마 영화이다.